# Cosmopterix sinelinea
Cosmopterix sinelinea là một loài bướm đêm thuộc họ Cosmopterigidae. Loài này có ở miền nam Carolina.
Con trưởng thành được ghi nhận vào tháng 8.